# Lasioglossum leucozonium
De Lasioglossum leucozonium (tên tiếng Anh: matte bandgroefbij) là một loài Hymenoptera trong họ Halictidae. Loài này được Schrank mô tả khoa học năm 1781.

## Hình ảnh

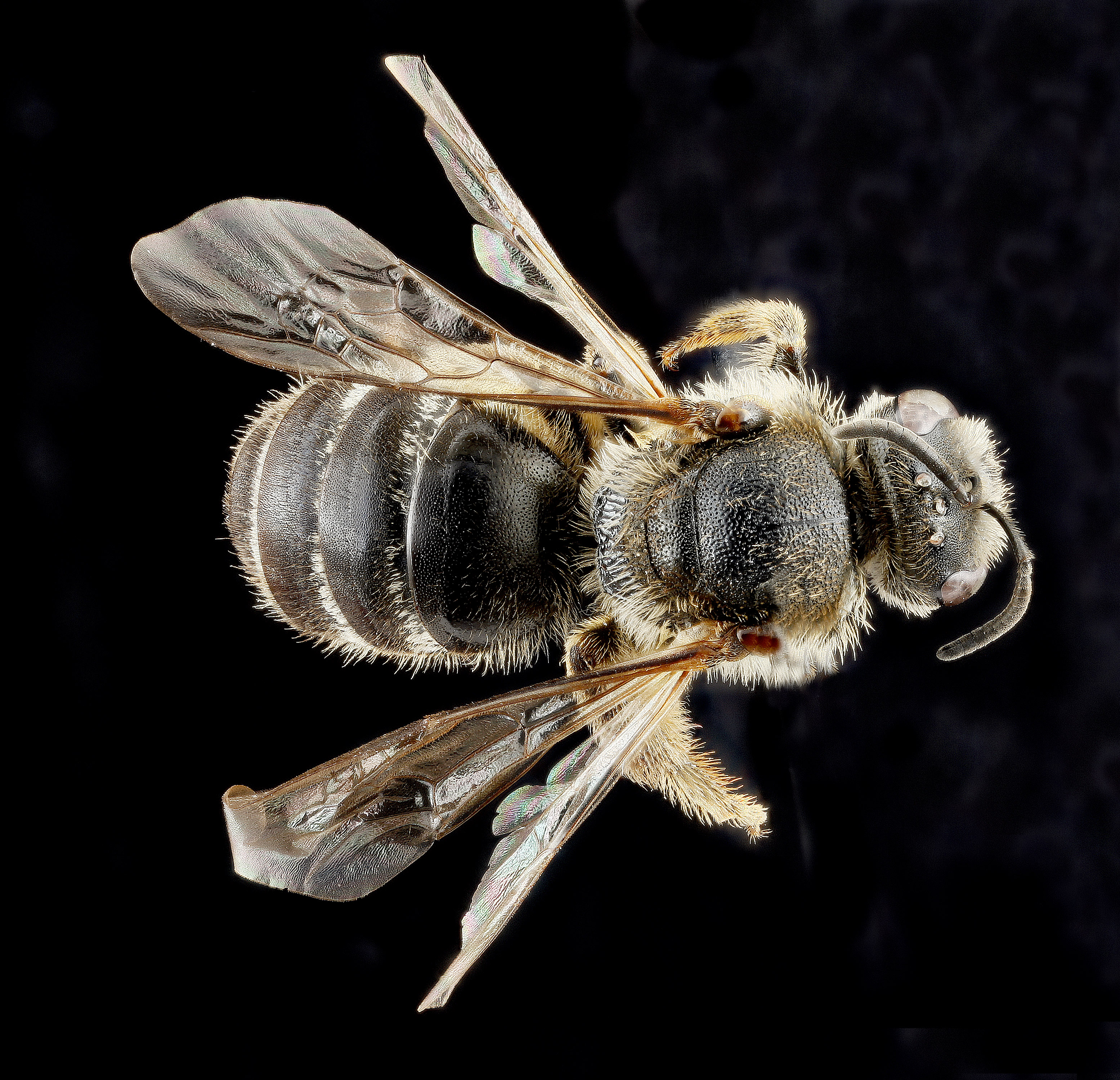
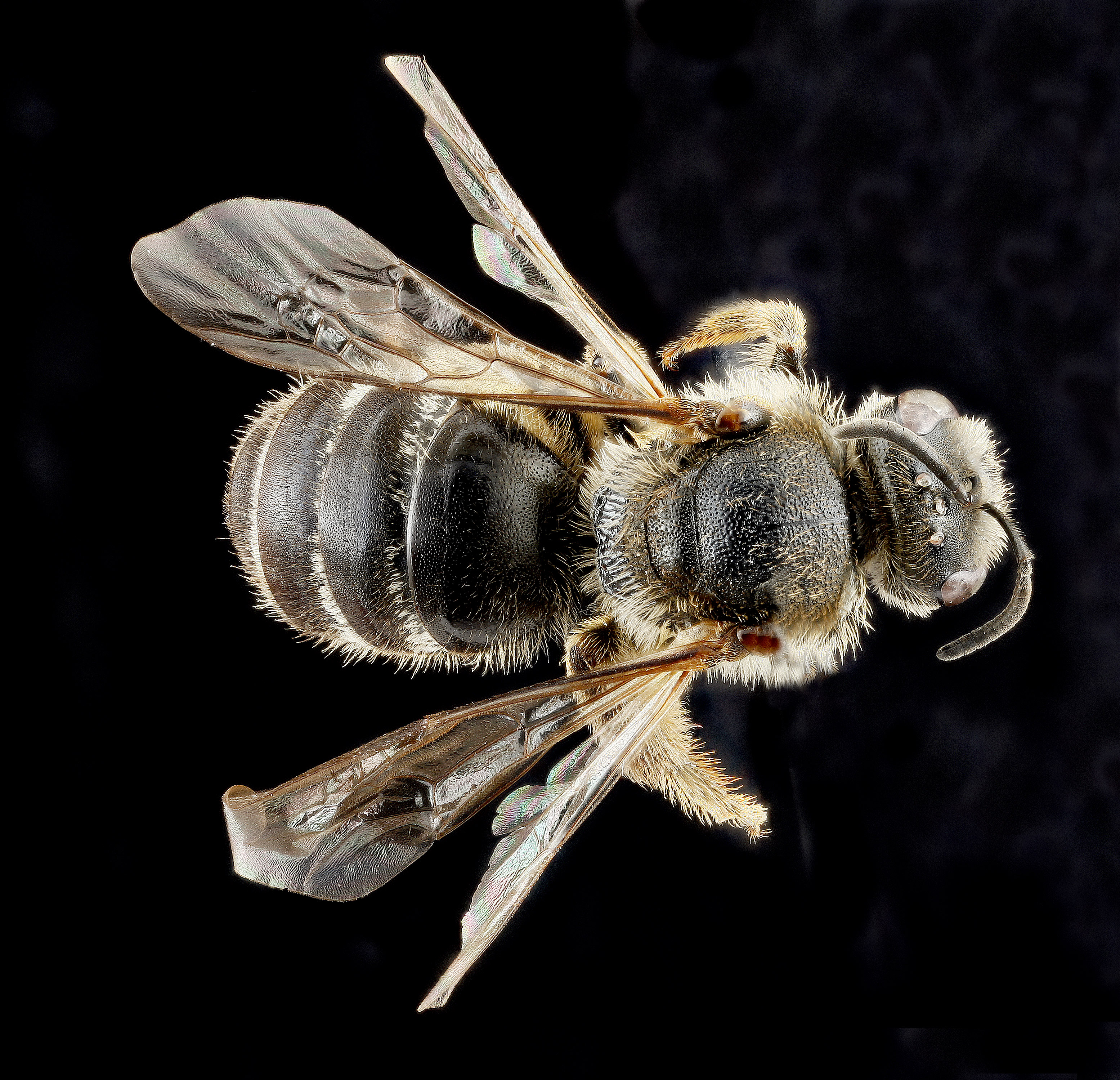
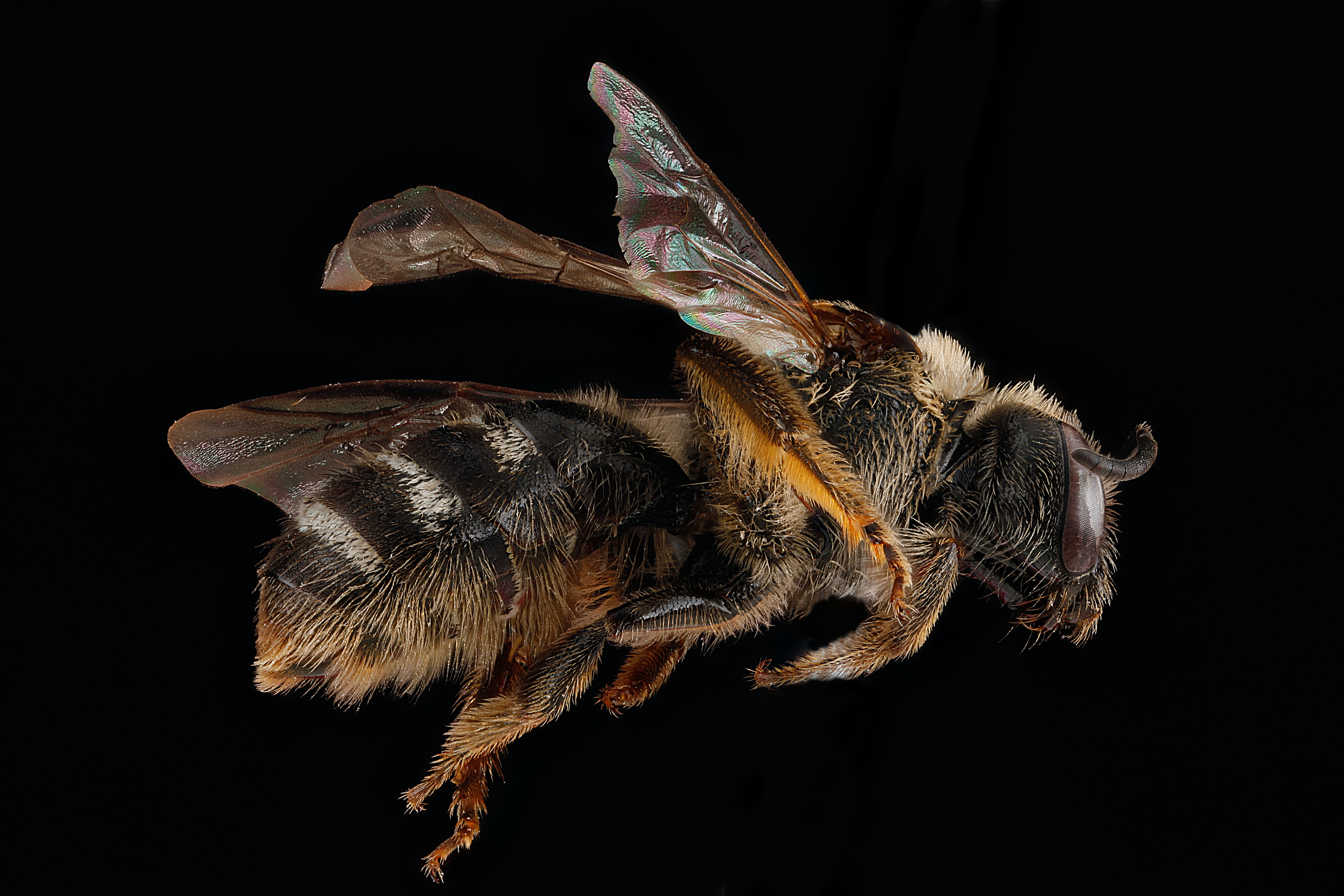